# بطولة العالم للدراجات على المضمار 1950
بطولة العالم للدراجات على المضمار 1950 هي الدورة ال47 من بطولة العالم للدراجات على المضمار، أجريت في روكوت، بلجيكا.

## النتائج النهائية
| المسابقة                              | ذهبية                       | فضية                   | برونزية                  |
| ------------------------------------- | --------------------------- | ---------------------- | ------------------------ |
| السرعة الفردية                        | ريج هاريس (GBR)             | آري فان فليت (NED)     | Jan Derksen (NED)        |
| سباق المطاردة الفردية                 | أنطونيو بيفيلاكوا (إيطاليا) | فيم فان إست (هولندا)   | بول ماتيولي (فرنسا)      |
| سباق مطاردة الدراجة النارية للمحترفين | Raoul Lesueur (FRA)         | يان برونك (دراج) (NED) | Georges Fils Seres (FRA) |